# Ophiusa obscura
Ophiusa obscura là một loài bướm đêm trong họ Erebidae.